# Lateranski ugovori
Lateranski ugovori je naziv za tri međunarodna ugovora što su ih sklopile Kraljevina Italija i Sveta Stolica 11. veljače 1929. i time riješile tzv. rimsko pitanje.
Ugovori se sastoje od tri dokumenta:
1. političkog ugovora kojim je Italija priznala suverenost Svete Stolice nad područjem Države Vatikanskog Grada, koja je time uspostavljena kao zaseban subjekt međunarodnog prava, na čelu s papom kao svjetovnim državnim poglavarom.
2. konkordata kojim se uređuje položaj Katoličke Crkve i katoličke vjere u Talijanskoj Republici (rimokatolička vjera proglašena jedinom državnom religijom u Italiji, uz toleriranje drugih vjeroispovijesti) .
3. financijske konvencije kao konačne nagodbe u vezi potraživanja Svete Stolice za gubitak svog državnog područja i imovine.

Lateranski ugovori potvrđeni su talijanskim ustavom iz 1947. Novim je sporazumom između Svete Stolice i Italije 1984., na tragu odluka Drugog vatikanskog koncila i promjena u društveno političkom uređenju Italije, izmijenjen konkordat iz 1929. godine.

## Povijest
Pregovori za rješavaje rimskog pitanja započeli su 1926. godine između Vlade Italije i Svete Stolice, a okončani su 1929. potpisivanjem tri Lateranska ugovora, koje su u ime kralja Viktora Emanuela III. potpisao predsjednik Vlade Benito Mussolini,  a u ime pape Pia XI. državni tajnik kardinal Pietro Gasparri. Ugovori su potpisani u Lateranskoj palači, po kojoj su kasnije nazvani.

## Vanjske poveznice
- (en) Lateranski ugovori[neaktivna poveznica]